# Hoda Abdul Moneim
Hoda Abdul Moneim, née en 1960, est une avocate égyptienne et activiste des droits de l'Homme.
Elle est arbitrairement arrêtée par les autorités égyptiennes en novembre 2018, avant d'être condamnée en 2023 à cinq ans de prison accompagnés de cinq ans supplémentaires de probation.

## Biographie
Hoda Abdul Moneim est membre du conseil d'administration de la Coordination égyptienne pour les droits et la liberté[réf. nécessaire].
Elle est membre du Conseil national des droits de l'homme en Égypte de 2012 à 2013 et porte parole de la Coalition des femmes pour la révolution en Égypte.
Elle documente les atteintes aux droits humains dans son pays, notamment les disparitions forcées, et apporte son aide comme avocate aux familles des personnes touchées.

### Arrestation et disparition forcée
Elle est arrêtée chez elle au Caire, le 1er novembre 2018 à 1 heure du matin, dans le cadre d'une série d'arrestations arbitraires touchant plus de 40 avocats et militants des droits humains. Elle est emmenée dans un lieu inconnu, où elle est détenue au secret pendant 21 jours . Elle réapparaît pour son procès le 21 novembre 2018, accusée d'avoir « rejoint un groupe illégal » et « d'incitation à nuire à l'économie nationale ». Elle est ensuite envoyée en détention provisoire à la prison pour femmes d'Al Qanater, en juillet 2019. Elle n'a pas le droit de voir un avocat ou sa famille.
Durant sa détention, son état de santé se détériore et elle fait une crise cardiaque en prison en janvier 2020, avant de développer une insuffisance rénale. En mars 2021, sept organisations demandent au rapporteur spécial des Nations unies sur les défenseurs des droits de l'homme et au rapporteur spécial des Nations unies sur la lutte contre le terrorisme de convaincre les autorités égyptiennes de libérer Hoda Abdul Moneim, afin de réduire son risque d'exposition au COVID-19 en raison de sa mauvaise santé. 
En août 2021, après trois ans d'emprisonnement sans inculpation ni procès, son affaire est transférée devant la Cour de sûreté de l'État d'urgence du Caire, où elle est inculpée pour « participation et financement d'une organisation terroriste », ainsi que pour allégation et diffusion de « de fausses nouvelles ayant un impact sur la paix et la sécurité ».
En mars 2023, elle a été reconnue coupable de tous les chefs d'accusation à son encontre. Elle est condamnée à cinq ans de prison et à cinq ans cinq ans supplémentaires de probation avec l'obligation de passer chaque nuit au commissariat de police,. Elle ne peut pas faire appel de cette décision, le jugement de la Cour de sûreté de l'État d'urgence ne pouvant faire l'objet d'un d'appel. Seul le président a le pouvoir d'annuler ou de modifier le jugement par le biais d'un plaidoyer qui lui est soumis.
Elle est transférée en juin 2023 dans une autre prison, où sa santé se dégrade à nouveau. Elle y développe une neuropathie périphérique.
Le dernier jour de ses cinq premières années de détention, elle est à nouveau accusée par les services de sécurité de l'État de participation et de financement d'un groupe terroriste. Elle reste en prison. 